# Château de Wanås
Le château de Wanås (en suédois : Wanås slott ou Vanås slott) est un château suédois situé dans la commune d’Östra Göinge, dans la province historique de Scanie, à environ 20 kilomètres au nord de Kristianstad.

## Historique

### Premier édifice
Un édifice en pierre entouré de douves est attesté en 1440, propriété d’un écuyer nommé Eskild Aagesen, sous le nom « Watnaas » (soit « qui domine l’eau »). En 1511, il appartient à Niels Nielsen Brahe, un proche du roi danois Christian II, qui doit fuir en 1523 ; ses possessions sont détruites, sauf Häckeberga, Glimmingehus et Wanås qui sont récupérées par Frédéric Ier. Wanås est racheté par Claus Bille(1490 † 1558), qui la transmet à son fils Sten (1527 † 1586) en 1553. Brûlé par les troupes suédoises durant la guerre nordique de Sept Ans, Wanås est reconstruit à partir de 1566 par Sten Bille, puis par sa veuve, Kirsten Lindenov.

### AuXVIIesiècle
En 1649, le château est acheté par Anna Ramel(† 1661). En 1658, il est l’un des rares manoirs à n’être pas confisqué par la couronne suédoise à l’occasion du traité de Roskilde. Lena Sofia von Putbus († 1730) hérite du château en 1691 et y vit célibataire jusqu’à sa mort, effectuant d’importants travaux de réparation. Le château est alors transmis à son neveu, le comte suédois Moritz Ulrik von Putbus puis au fils de ce dernier, Malte Fredrik von Putbus ; possédant de nombreuses demeures, ceux-ci ne s’intéressent guère à Wanås.

### Rénovations
Le colonel Carl Axel Hugo Hamilton (1722 † 1763), par la suite gouverneur de la commune de Kristianstad, acquiert la demeure en 1756. À sa mort, son épouse Betty Jennings (1734 † 1801), héritière d’une riche famille de marchand, passe à Wanås le restant de sa vie seule, ajoutant à l’édifice plusieurs dépendances dont les écuries, drainant les douves, aménageant les jardins et plans d’eau. Carl Axel Wachtmeister af Johannishus (1795 † 1865) devient à sa mort le nouveau propriétaire ; il fait de l’entrée nord l’entrée principale, et construit une orangerie.

## Arts

### Expositions intérieures
L’intérieur de Wanås a été en grande partie préservé. Le château présente d’importantes collections de mobilier et d’œuvres d’art ; parmi les peintures, on trouve des Rembrandt, Rubens, Antoine van Dyck, Alexandre Roslin, Gustaf Lundberg et Carl Frederik von Breda.

### Installations d’extérieur
Durant l’été, le parc accueille des expositions de sculptures ; une exposition d’art et des présentations historiques se tiennent également dans les annexes.
- The little bridge (1988), par Stefan Wewerka
- Black line (1988), par Raffael Rheinsberg
- Tera Maximus (1989), par Solveig Sol
- Gray Clam (1990), par Jene Highstein
- Pyramiden (1990), par Gunilla Bandolin
- Stigma (1991), par Gloria Friedmann
- Observatorium (1992), par le sculpteur islandais Rúrí
- Cow Chapel (1993), par Kari Cavén
- Wanås (1994), par Per Kirkeby
- Sprungen Ur (1996), par Pål Svensson
- Parables (1998), par Allan McCollum
- Chair for Animal Spirits (1998), par Marina Abramovic
- Imposter (1999), par Roxy Paine
- A House for Edwin Denby (2000), par Robert Wilson
- Fideicommissum, bronze, par Ann-Sofi Sidén[Quand ?]
- Two Different Anamorphic Surfaces (2000), par Dan Graham
- Together and Apart (2001), par Antony Gormley
- The Wanås Wall (2002), par Jenny Holzer
- Vertigo (2002), par Charlotte Gyllenhammar
- lignum (2002), par Ann Hamilton
- I Am Thinking About Myself - Wanås 2003 (2003), par Marianne Lindberg De Geer
- 11 Minute Line (2004), par Maya Lin
- The eighth chimney (2007), par Jan Svenungsson

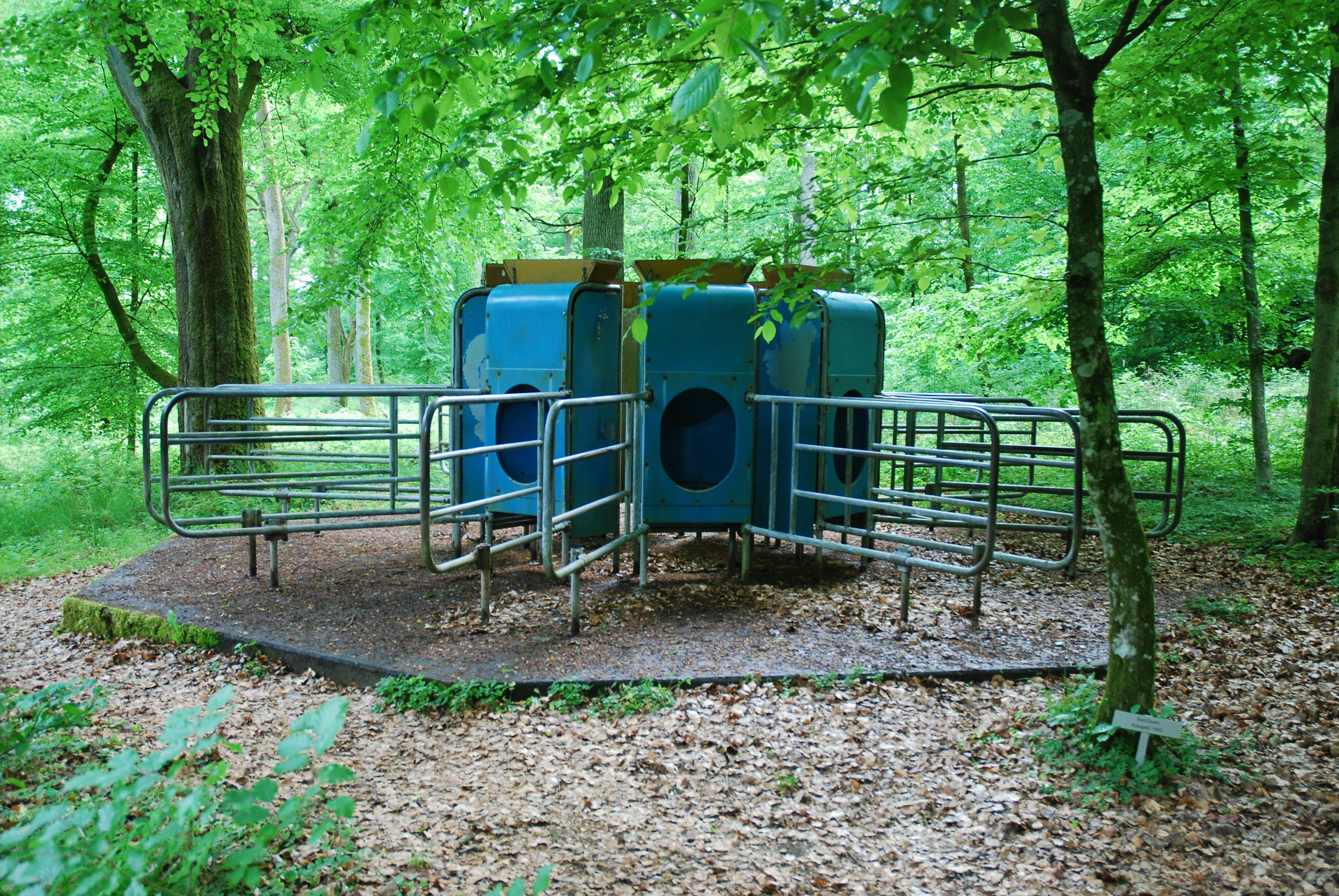
Cow Chapel, par Kari Cavéns (1993)
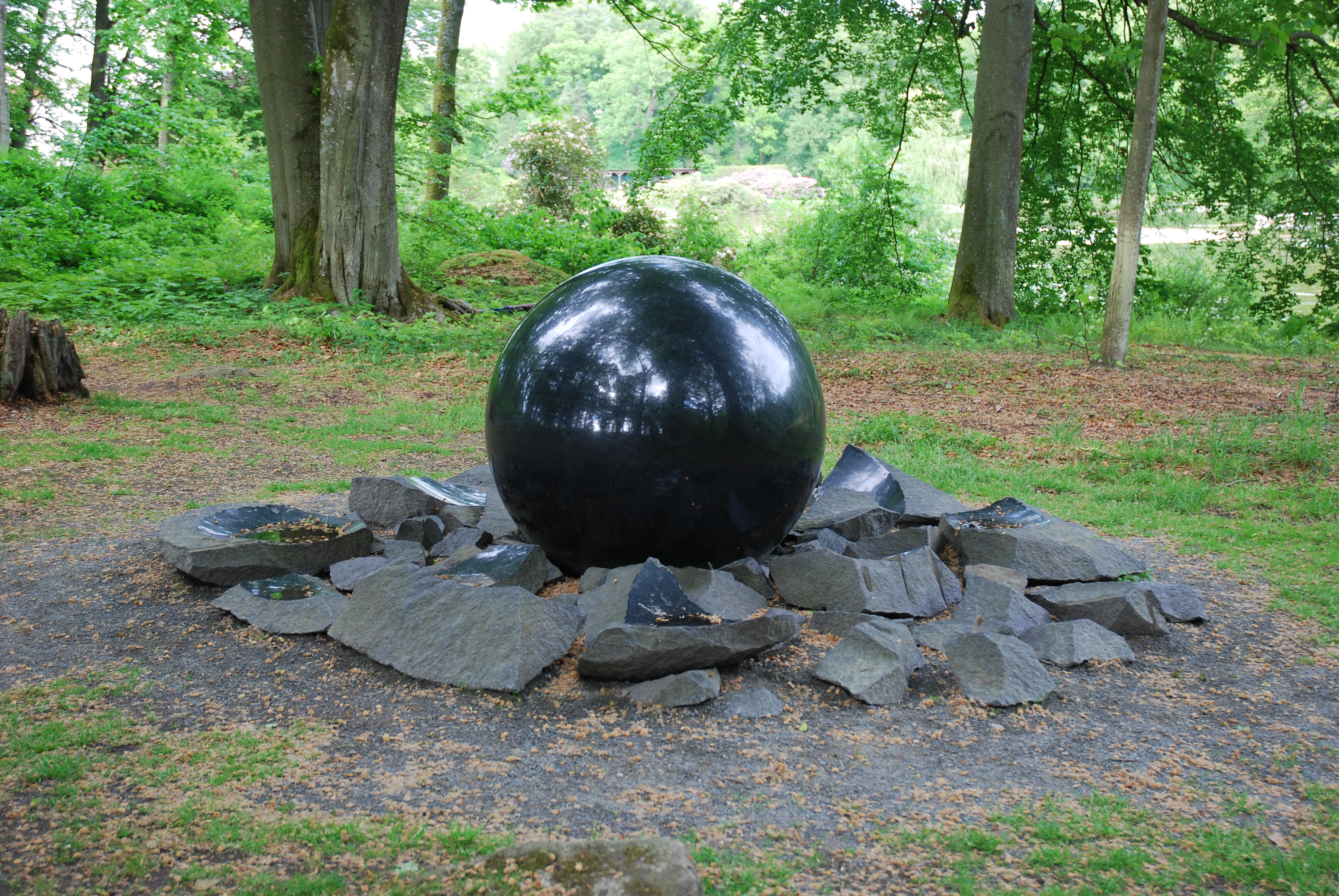
Sprungen ur, par Pål Svenssons  (1996)
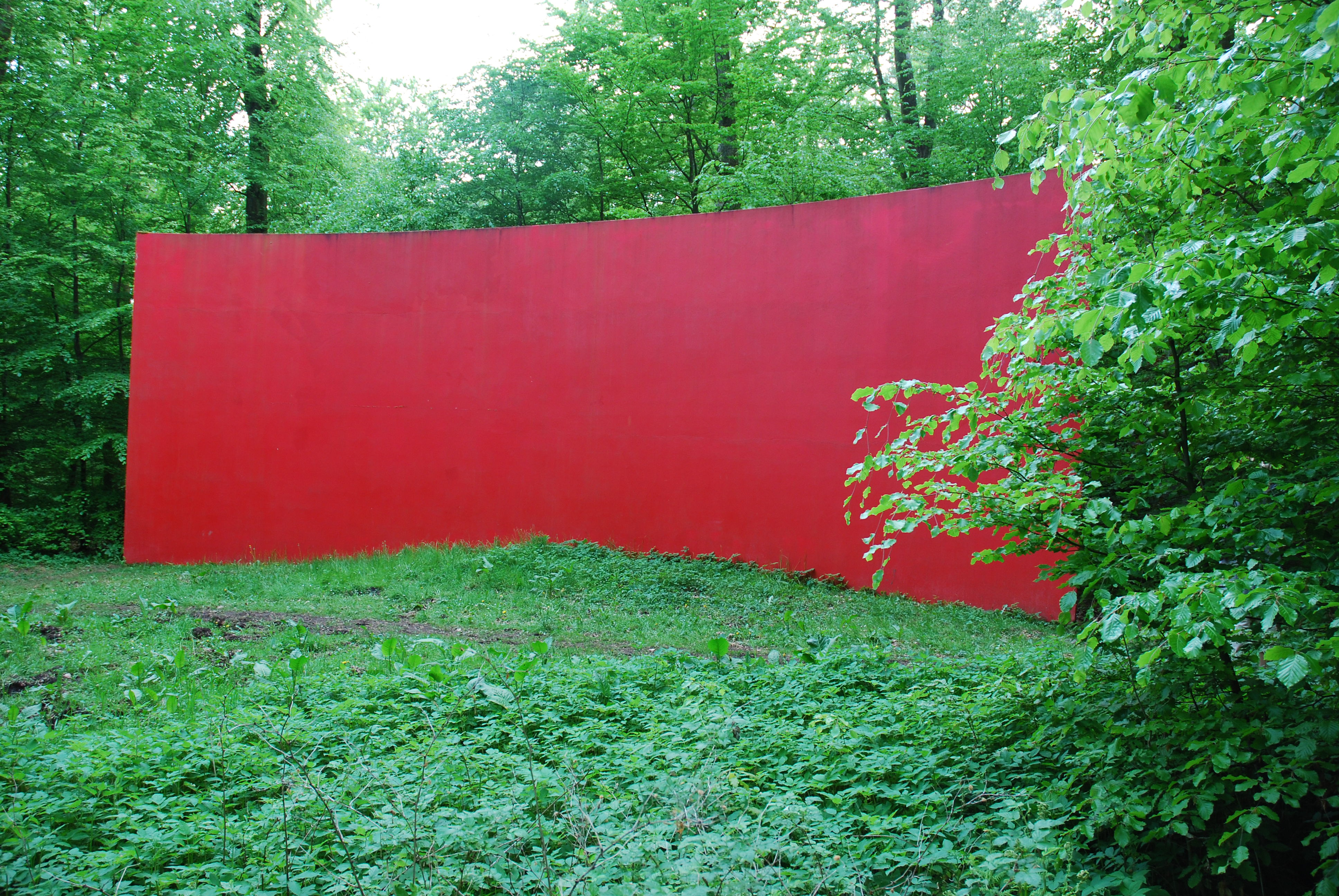
The Wanås Wall, par Jenny Holzer (2002)
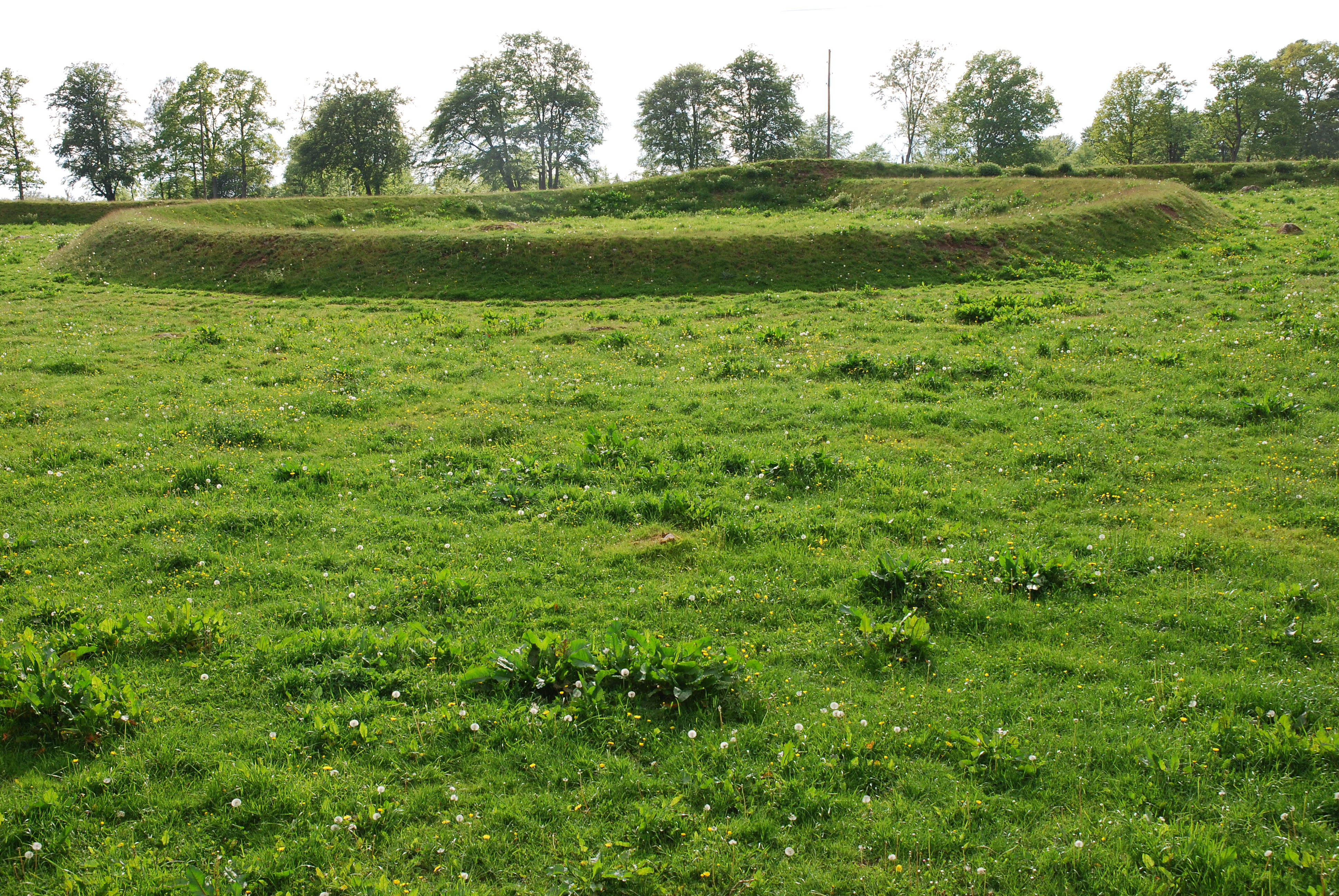
11 Minute Line, par Maya Lin (2004)
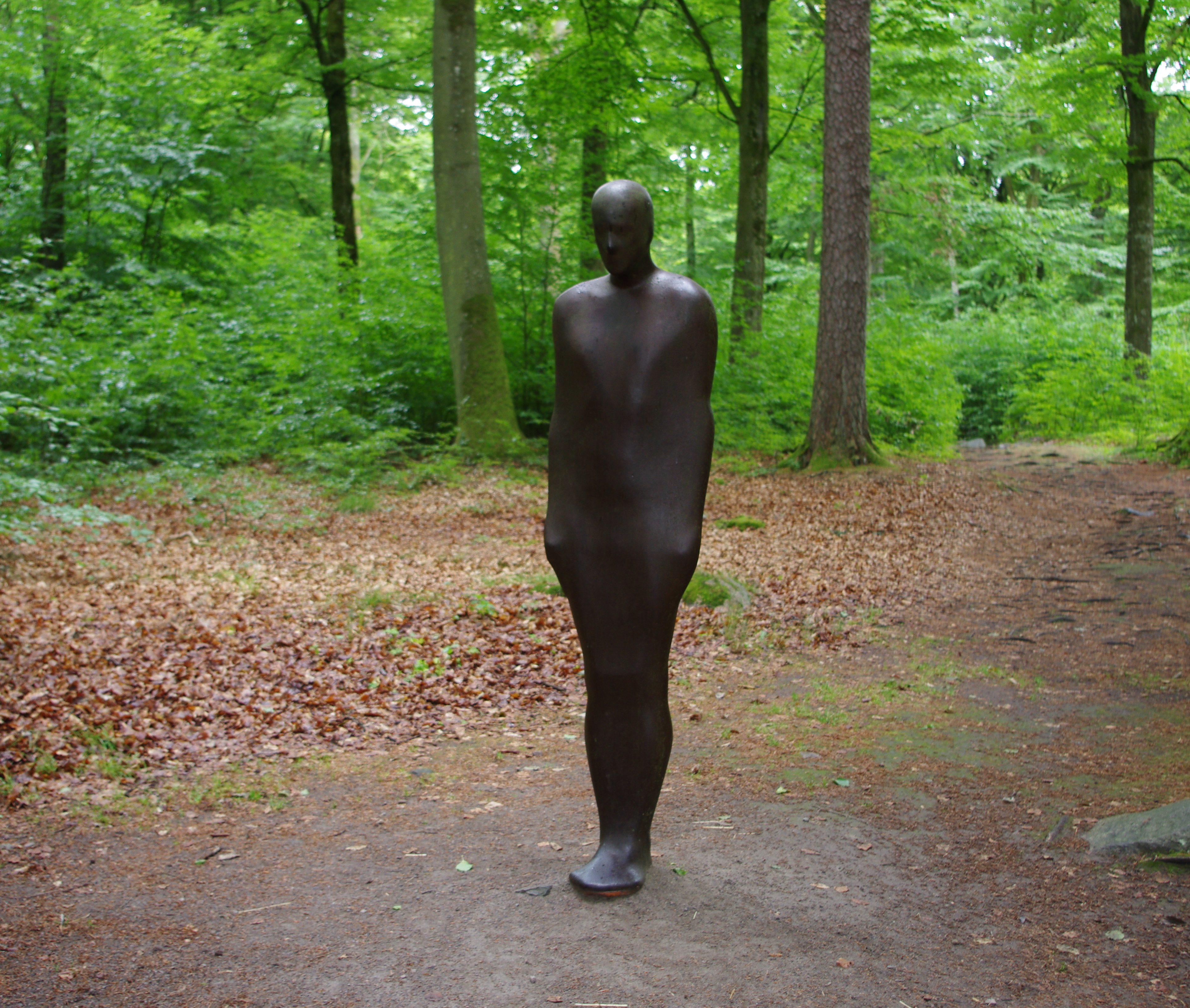
Together and Apart, par Antony Gormley (2001)

## Sources
- (sv) « Wanås » sur slottsguiden.info

- (en) Cet article est partiellement ou en totalité issu de l’article de Wikipédia en anglais intitulé « Wanås Castle » (voir la liste des auteurs).